# Mihai Viteazu (Cluj)
Mihai Viteazu (voorheen Sânmihaiu, Hongaars: Szentmihály) is een gemeente in Cluj. Mihai Viteazu ligt in de regio Transsylvanië, in het westen van Roemenië. 
De gemeente bestaat uit 4 dorpen: 
- Sânmihaiu de Jos (Felsö Szentmihaly)
- Sânmihaiu de Sus (Alsó Szentmihály)
- Corneşti (Sínfalva)
- Cheia (Mészkö)

Bij de volkstelling van 1992 was woonden er 3734 Roemenen en 1825 Hongaren (32%). In 1910 waren de Hongaren in de meerderheid (63% van de bevolking).
De gemeente behoort historisch gezien bij de etnografische regio Aranyosszék die van oudsher een in meerderheid Szekler bevolking kende. 
Na 1876 werden de autonome Szeklergebieden verdeeld onder de nieuw gevormde comitaten binnen het Koninkrijk Hongarije dat onderdeel was van Oostenrijk-Hongarije. De plaats kwam te liggen in het comitaat Torda-Aranyos
Na 1920 werd het gebied samen met de rest van Transsylvanië onderdeel van Roemenië.
Steden met gemeentestatus: Cluj-Napoca · Turda · Câmpia Turzii · Dej · Gherla

Stad zonder gemeentestatus: Huedin

Gemeenten: Aghireșu · Aiton · Aluniș · Apahida · Așchileu Mare · Baciu · Băișoara · Beliș · Bobâlna · Bonțida · Borșa · Buza · Căianu · Călățele · Cămărașu · Căpușu Mare · Cășeiu · Cătina · Câțcău · Ceanu Mare · Chinteni · Chiuiești · Ciucea · Ciurila · Cojocna · Cornești · Cuzdrioara · Dăbâca · Feleacu · Fizeșu Gherlii · Florești · Frata · Gârbău · Geaca · Gilău · Iara · Iclod · Izvoru Crișului · Jichișu de Jos · Jucu · Luna · Măguri-Răcătău · Mănăstireni · Mărgău · Mărișel · Mica · Mihai Viteazu · Mintiu Gherlii · Mociu · Moldovenești · Negreni · Pălatca · Panticeu · Petreștii de Jos · Ploscoș · Poieni · Râșca · Recea-Cristur · Săcuieu · Săndulești · Săvădisla · Sânncraiu · Sânmartin · Sânpaul · Someșeni · Sic · Suatu · Tritenii de Jos · Tureni · Țaga · Unguraș · Vad · Valea Ierii · Viișoara · Vultureni